# Kinonia elongata
Kinonia elongata är en insektsart som beskrevs av Ball 1933. Kinonia elongata ingår i släktet Kinonia och familjen dvärgstritar. Inga underarter finns listade i Catalogue of Life.